# Ven (ö)
För andra betydelser, se Ven.

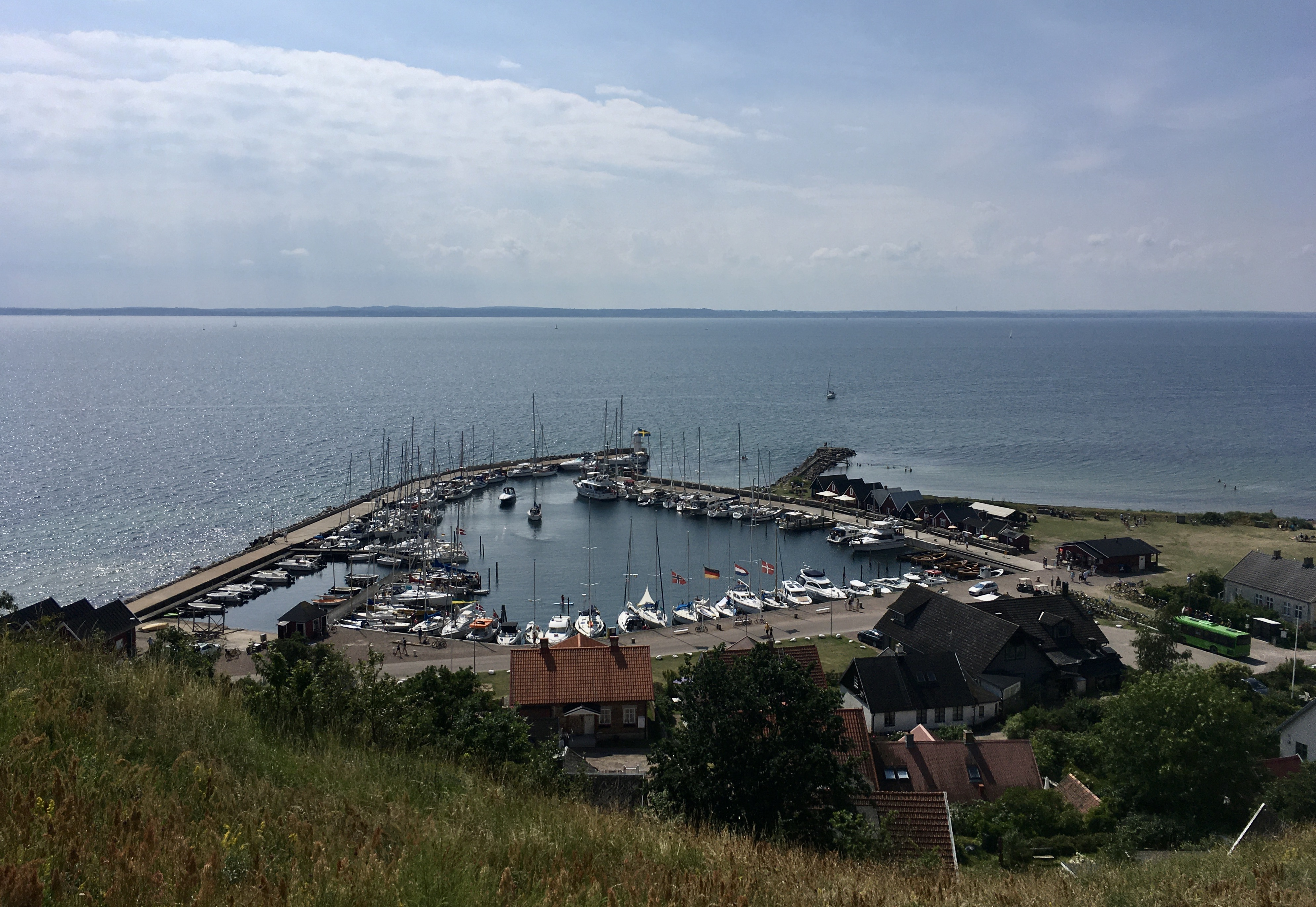
Kyrkbackens hamn. På andra sidan av sundet ligger Rungsted på Själland.

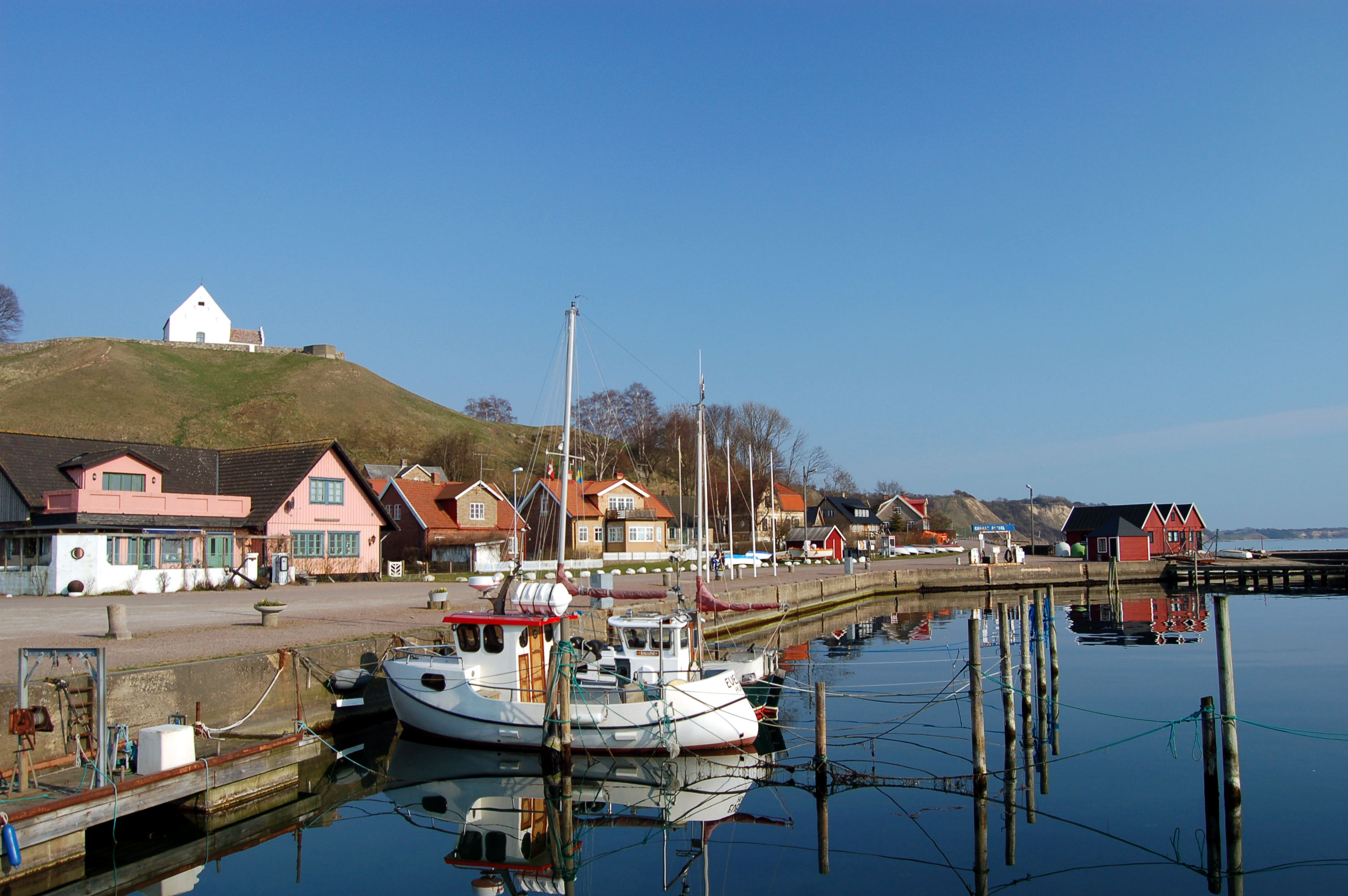
Kyrkbacken och Sankt Ibbs kyrka.

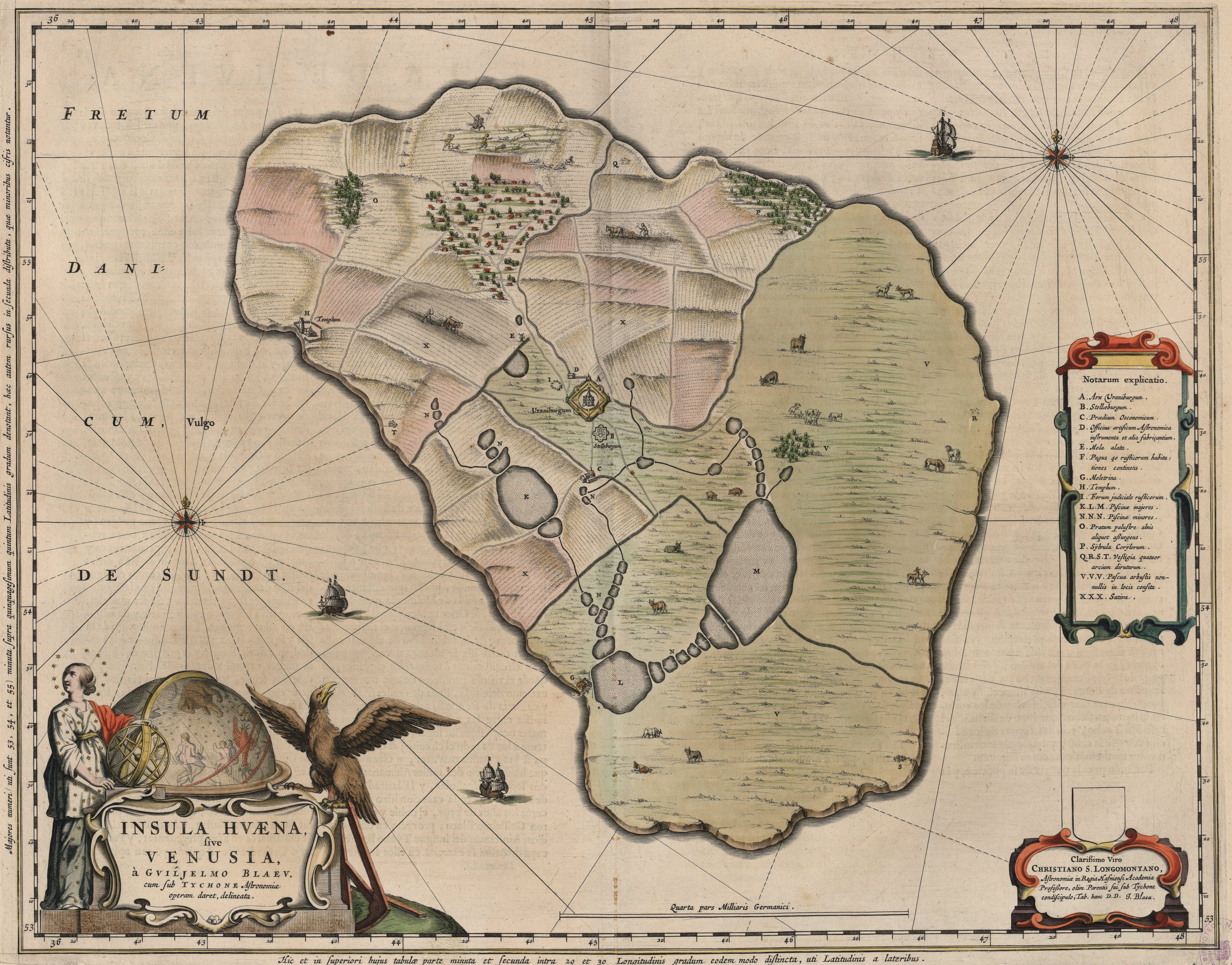
Karta över Ven från 1663.

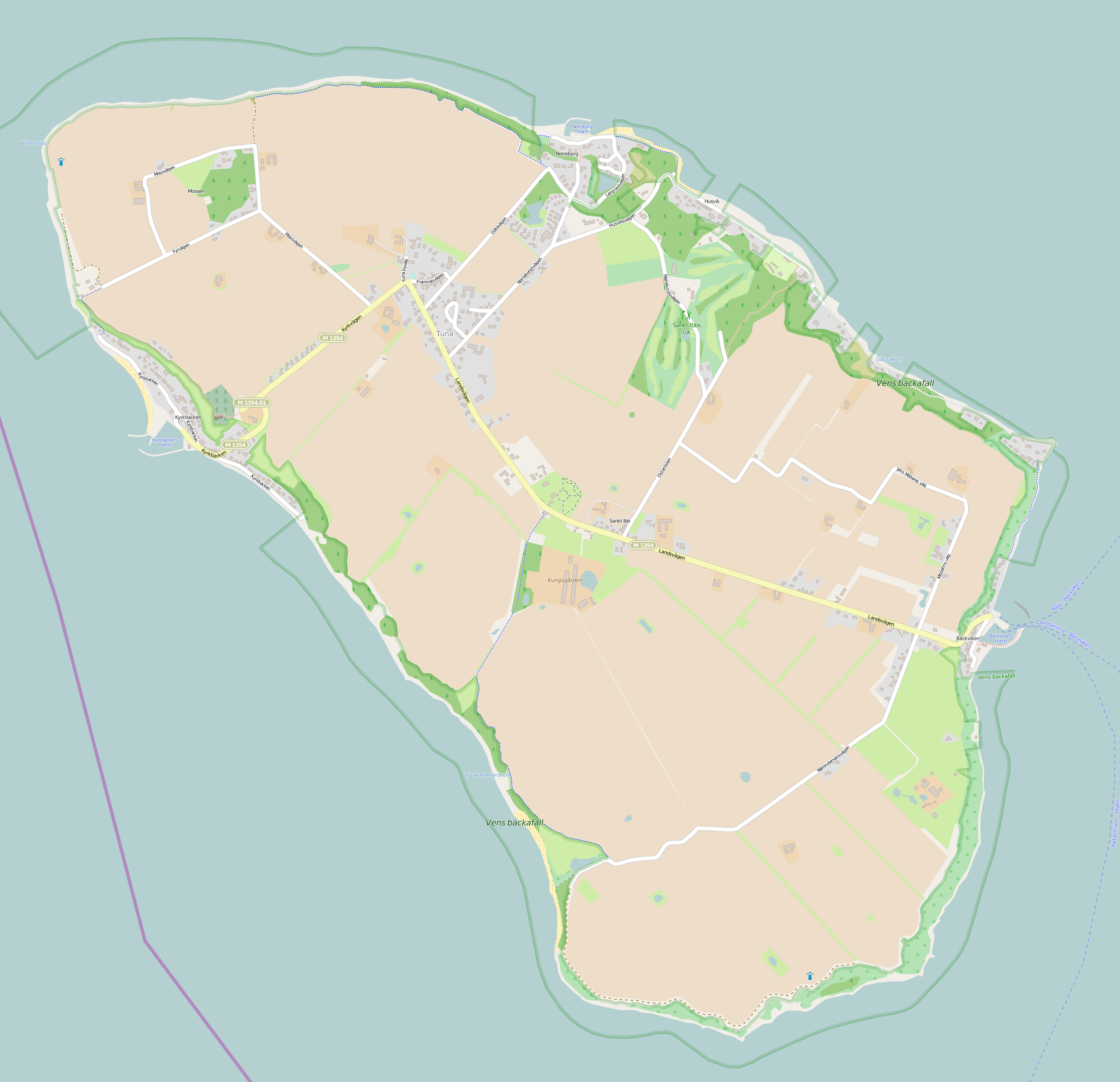
Nutida karta över Ven.

Ven (äldre svensk stavning Hven) är en svensk ö i Öresund, belägen 4,5 kilometer från den skånska västkusten och 8,5 kilometer från närmsta punkt på Själland i Danmark. Ön sammanfaller med Sankt Ibbs socken och tillhör Landskrona kommun i Skåne län. Den är cirka 4,5 kilometer lång och 2,6 kilometer bred med en yta av 7,5 km². Ön har 370 bofasta invånare.
Ven är känd för den branta kusten Backafall. Den danske vetenskapsmannen Tycho Brahe byggde på 1570-talet slottet Uraniborg och sitt observatorium Stjerneborg ungefär mitt på ön. På Ven ligger Sankt Ibbs kyrka.

## Geografi
Ön är en enda platå som höjer sig upp till 45 meter över havet. Denna högsta punkt är belägen mitt på ön, där lämningarna av Tycho Brahes slott och observatorium nu finns. Landskapet är bördigt tack vare jordmånen och det för nordiska förhållanden milda klimatet. Marken är moränlera och därför väl lämpad för jordbruk. Det är en av de nordligaste platserna i Europa där det går bra att odla durumvete (Triticum durum), som används för tillverkning av pasta.
Längs hela kusten stupar ön brant ner mot havet där Öresund möter en stenig strand. Denna branta kust kallas för Backafall. Vens backafall är naturreservat bildat 1990. Större skogar saknas men mindre bestånd av träd förekommer närmast kusten.

## Djurliv
På ön finns Skånes största ansamling av kolonilevande backsvalor. De gräver ibland meterdjupa gångar i  branterna för sina bon. Ett flertal fågelarter häckar längs med Vens kuster, exempelvis strandskata, charadrius, ejder, måsar och trutar. Öns buskmarker och skogsdungar utnyttjas av häckande arter, bland annat lövsångare, ärtsångare, gransångare, törnsångare och härmsångare. Ön är en känd sträcklokal för små- och sjöfågel under vår och höst, men också för rovfåglar. Sandödlan förekommer på Ven liksom ett antal värmeälskande insektsarter. Hit hör bland annat olika steklar, fjärilar och skalbaggar.

## Tuna by
Tuna är en tätort ― före 2015 småort ― och den största orten på Ven. Den ligger mitt på ön och är den enda orten på ön som inte ligger vid kusten. I Tuna finns en lanthandel, konferenscentret Prästasvängen, Tuna krog, en busshållplats för Venbussen och en klockstapel. Nära Tuna by ligger Tycho Brahe-minnena Uraniborg och Stjerneborg. Det sistnämnda är ett underjordiskt observatorium. Sedan 2003 äger Statens fastighetsverk den nedlagda Sankt Ibbs nya kyrka, som istället inrymmer Tycho Brahe-museet.

## Historia
Under istiden existerade inte Ven som ö. Den var en del av den landbrygga som fanns mellan det nuvarande Skåne och Själland. När isen smälte, steg det som skulle bli Östersjön och trycket på landbryggan ökade. Vattnet trängde med tiden allt längre in. Slutligen brast bryggan och drog med sig nästan en hel ås mellan Skåne och Själland. Idag finns resterna av denna ås kvar vid Glumslövs backar i Skåne, Ven och i höjd med Klampenborg på den danska sidan.
Av en del historiker har ön ansetts vara en möjlig kandidat till det mytiska slaget vid Svolder (när det tolkas till Vens fördel: "Sandön"). Vid denna plats stupade Olav Tryggvason i det våldsamma sjöslag (9 september) år 1000 som omnämns i flera isländska källor. Bland annat nämns den i följande text:
| ”                    | þas hafvita höfðu hallands of gram snjallan varð fyr Vinda myrði vápneiðr, lokit skeiðum | „ |
| – Skule Thorstensson |                                                                                          |   |

Ön tillhörde formellt Danmark även efter freden i Roskilde år 1658, men den besattes samma år av svenska trupper. År 1660 blev Ven svenskt i och med freden i Köpenhamn. Svenskarnas trumfkort var att Ven, som av tradition ansågs vara själländskt, 1654 hade bytt län från Kronborgs län till Helsingborgs län, vilket ansågs bevisa att ön var skånsk och således skulle vara en svensk ö. Det planerades sedan att Sverige skulle befästa ön med 2 000 man tillsammans med artilleri, men planerna stannade vid ritbordet. Ön ockuperades under Skånska kriget 1676–79 av Danmark och förblev dansk fram till krigsslutet, då den återgick till Sverige. Därefter har utvecklingen gått betydligt lugnare på ön trots att man alltid påverkats starkt av kris- och orostider som napoleonkrigen  och andra världskriget, vilket ledde till perioder av stark militär närvaro på ön.
Åren 1876–77 byggdes den första hamnen på Ven, vid Kyrkbacken på öns västra sida. Denna följdes snabbt av ytterligare två. Anläggningen av hamnarna medförde att en mängd skutskeppare kom att ha sin hemvist på Ven.
Under 1930-talet bodde runt 1 300 personer på ön, vilket är befolkningsrekordet. Därefter har en avfolkning skett och i dag bor cirka 370 personer permanent på ön.
Efter 1906 års svenska stavningsreform försvann h som första bokstav i ord som (h)vad, (h)varför och liknande. Detta gällde även ortnamn men (H)ven förblev Hven fram till 1958, då man beslutade att stryka H:et trots lokalbefolkningens protester. Postortens namn är Sankt Ibb, efter det tidigare församlingsnamnet.

## Ekonomi och transporter

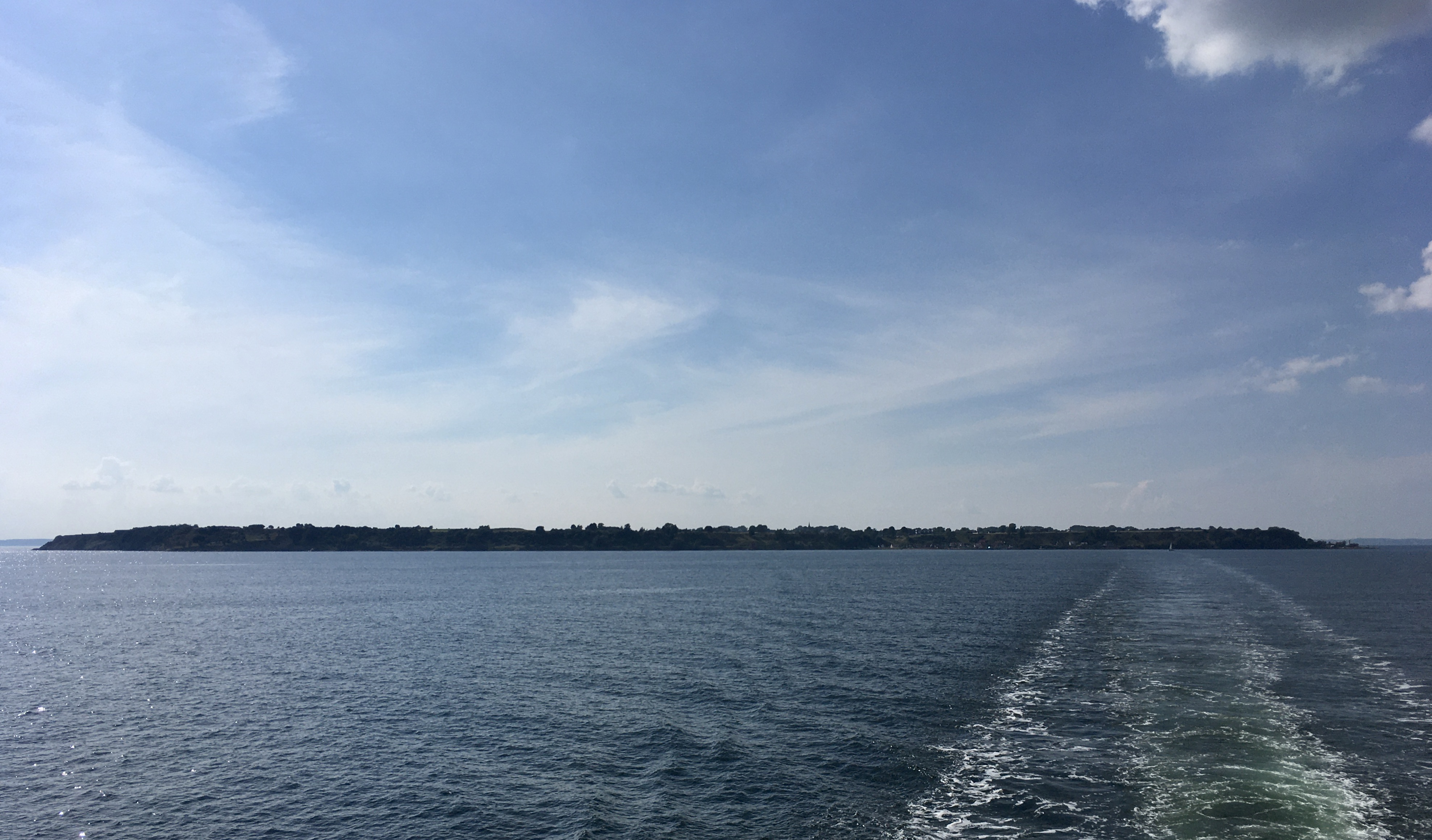
Utsikt över Ven från färjan på väg tillbaka till Landskrona.

Det stora näringslivet på ön är främst turism, fiske, sjöfart och jordbruk. Tidigare fanns flera tegeltillverkningar. Huvudort på Ven är Tuna by som ligger nära öns mitt. Kyrkbacken kallas fiskeläget och hamnen på öns västkust. Bäckviken är också en hamn och fiskeläge. Det är här venfärjan från Landskrona lägger till, liksom båtarna från Köpenhamn, Helsingborg och Råå under sommaren. Den tredje hamnen är Norreborg och finns på den nordöstra sidan av ön.

## Byggnader
Det finns två kyrkobyggnader på Ven. Den äldsta, Sankt Ibbs gamla kyrka, är belägen högst upp på Kyrkbacken vid öns västra kust, mitt emot den danska orten Rungsted. Den byggdes på 1200-talet och är en av landets mest omtyckta vigselkyrkor. Den äldsta profana bebyggelsen är Nämndemansgården med anor från sent 1700-tal. Den är i dag Vens hembygdsgård. Sedan 8 juni 1976 är Nämndemansgården byggnadsminne.
Den yngre kyrkobyggnaden ligger vid Tuna by mitt på ön. Den dekonsekrerades 2003 och inrymmer Tycho Brahe-museet, som drivs av Fritids- och kulturförvaltningen i Landskrona. Museet ligger intill platsen för Uraniborg, astronomen Tycho Brahes boningar under åren 1576–1596. På den tiden var Ven Tycho Brahes egendom. Själva slottet byggdes 1576–1580, men ett par år efter att Brahe lämnat Ven började byggnaderna förfalla och revs efter en tid. Brahes observatorium Stjärneborg byggdes 1584. I dag har kupolerna ovan jord restaurerats och 1901 års arkeologiska utgrävning finns att beskåda. Kungsgården på Ven är statligt byggnadsminne sedan 6 maj 1993.
Spirit of Hven Backafallsbyn (tidigare enbart Backafallsbyn) är en konferensanläggning på Ven. Där finns sedan våren 2008 ett av de svenska, aktiva whiskydestillerierna, Spirit of Hven. I nära anslutning till detta ligger en golfbana (tillhörande S:t Ibbs Golfklubb), som sedan 1974 har varit en av de större turistattraktionerna på ön.
På ön finns fyra fyrar: Ven västra mot nordväst, Hakens fyr mot öst, Vens södra udde och Kyrkbackens fyr mot väst.

## Tycho Brahes trädgård

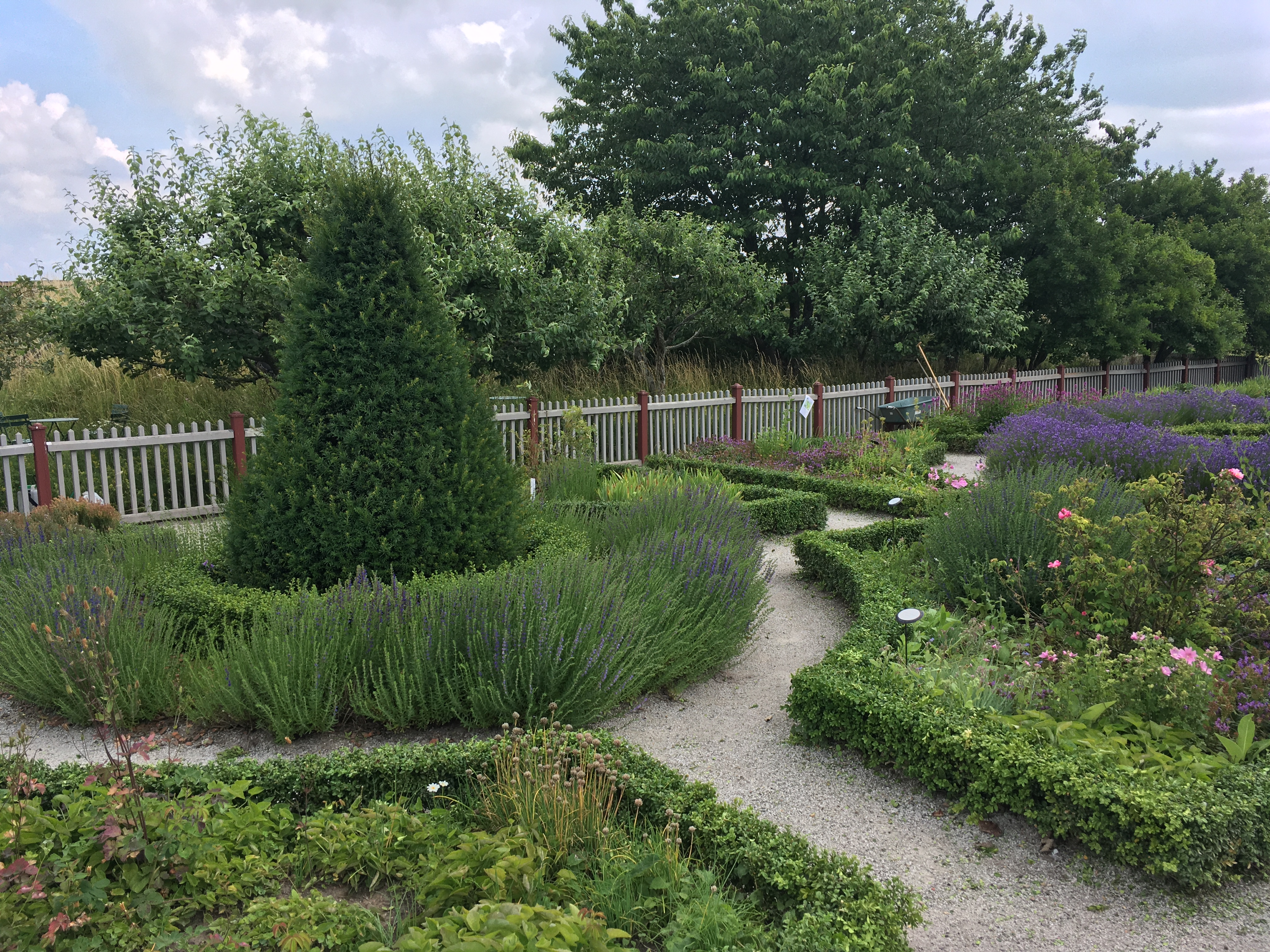
Rekonstruktion av Tycho Brahes trädgård vid Uraniborg.

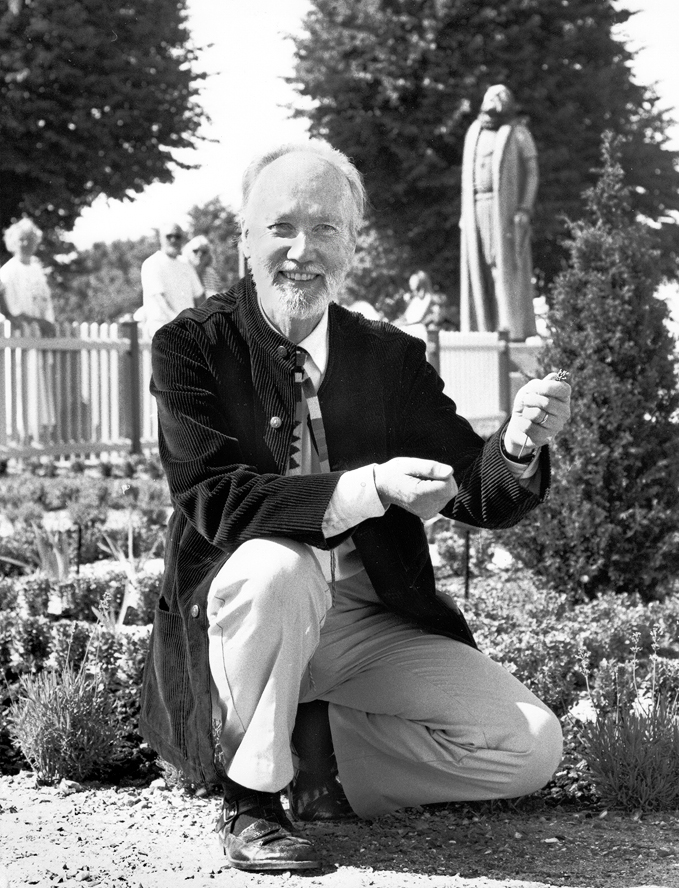
Sven-Ingvar Andersson i Tycho Brahe-trädgården vid Uraniborg på Ven 1992.

Under ledning av Sven-Ingvar Andersson genomfördes 1992 en rekonstruktion av den nordöstra kvartilen av Tycho Brahes trädgård vid Uraniborg. Det växtmaterial som infördes i trädgården bestämdes utifrån vad man vet om vilka växter som fanns i danska slotts- och klosterträdgårdar vid den här tiden. Trädgården har därför kallats "en planterad hypotes". Sedan 1993 driver Sveriges Lantbruksuniversitet i Alnarp och Landskrona kulturförvaltning ett gemensamt forskningsprojekt kring trädgården.

## I kulturen

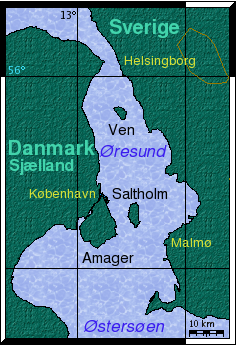
Lokalisering.

Ön har kallats "Pärlan i Öresund" och är ett populärt turistmål, känd inte minst genom Gabriel Jönssons dikt "Vid vakten", som börjar med orden "Flicka från Backafall ..." och är tonsatt av trubaduren Gunnar Turesson. Gabriel Jönsson höll för övrigt fast vid stavningen av ön med h då han ansåg den vackrare.
På sin tid hindrade polisen andra konstnärer än Emil Johanson-Thor att verka på ön.[källa behövs]